# Yanliang
Yanliang är ett stadsdistrikt i Xi'an i Shaanxi-provinsen i norra Kina.
I Yanliang finns den arkeologiska lokalen efter den historiska staden Yueyang, som var huvudstad för feodalstaten Qin från ca 383 f.Kr till 350 f.Kr.